# Rottweil-Formation

Lithostratigraphie des Muschelkalk im Germanischen Becken

Die Rottweil-Formation (früher auch Trigonodus-Dolomit) ist in den Geowissenschaften eine lithostratigrafische Formation des Oberen Muschelkalks in der Germanischen Trias. Die Rottweil-Formation verzahnt sich lateral mit Meißner- und Grafenwöhr-Formation und wird auch von diesen Formationen unterlagert. Sie wird von der Erfurt-Formation des Unteren Keupers überlagert.

## Definition
Die Basis der Rottweil-Formation ist mit dem Einsetzen der Dolomite definiert. Die Ablagerungen der Rottweil-Formation bestehen aus dickbankigen, gelblich verwitternden Dolomiten, dolomitischen Kalken und Kalkmergeln. Im oberen Teil sind auch Stromatolithen-Krusten weit verbreitet, ebenso der sog. "Hangendoolith". Die Mächtigkeit der Rottweil-Formation beträgt bis max. 22 m. Sie ist im Wesentlichen auf Süddeutschland und das Elsass beschränkt. Sie verzahnt sich nach Norden zum tieferen Teil des Beckens hin mit der Meißner-Formation. Die Typlokalität liegt bei Rottweil. Die Basis der Rottweil-Formation liegt nahe der Untergrenze des Ladinium (Mitteltrias) und dürfte damit auf die unteren Abschnitte des Ladiniums beschränkt sein. Sie ist nach der Stadt Rottweil in Baden-Württemberg benannt worden.

## Untergliederung
Die Rottweil-Formation wird derzeit (noch) nicht weiter untergliedert.

## Fossilien
Die Rottweil-Formation enthält in manchen Lagen sehr häufige, aber schlecht erhaltene Muscheln (Bivalvia), darunter auch die für die frühere Bezeichnung Trigonodus-Dolomit namengebende Gattung Trigonodus. Sie wird in die Ordnung Unionida der Palaeoheterodonta gestellt. Gefunden wurden außerdem Arthropoden und Vertebraten-Zähne, die in die Form-Gattung Zanclodon gestellt werden. Die Typusart dieser Formgattung gehört möglicherweise zu Plateosaurus.